# Église Saint-Pantaléon de Meynac
L'église Saint-Pantaléon est une église catholique située dans la commune de Camblanes-et-Meynac, dans le département de la Gironde, en France. Elle est inscrite à l'Inventaire général du patrimoine culturel.

## Localisation
L'église est située à l'écart du village de Meynac, au nord de la route départementale D 14E1, entre Saint-Caprais-de-Bordeaux et Camblanes.

## Historique
L’église date de la fin du XIe siècle. Elle est édifiée à l’emplacement d’un oratoire roman bâti par le seigneur du lieu, Arnaud Raymond de Bordes, et est placée sous le vocable de saint Pantaléon, médecin et martyr sous le règne de Dioclétien. 
L'édifice actuel comporte une abside et un chevet romans qui datent du XIIe siècle. En outre, l’église abrite encore deux beaux chapiteaux romans.
Le portail et la nef sont gothiques, du XVIe siècle. Les vestiges de fresques qui décorent la nef en sont contemporains. La nef n'a jamais été voûtée.
Aux XVe, XVIe et XVIIe siècles, l’église est agrandie et entourée d’une enceinte datée de 1675. 
La cloche est fondue en 1771 par les Espagnols Louis et Joseph Sollano en collaboration avec Simon Carrera. La deuxième cloche a été fondue pendant la Révolution de 1789. 
Le bas-côté Nord et le porche en avant de la façade occidentale datent aussi du XVIIIe siècle.
Le clocher-mur à deux baies, refait au XIXe siècle, comporte un curieux cadran d’horloge gravé dans la pierre et indiquant 11 h 19 ou 3 h 55, les deux aiguilles ayant la même longueur !
L'église Saint-Pantaléon est inscrite à l'Inventaire général du patrimoine culturel le 16 novembre 1989.

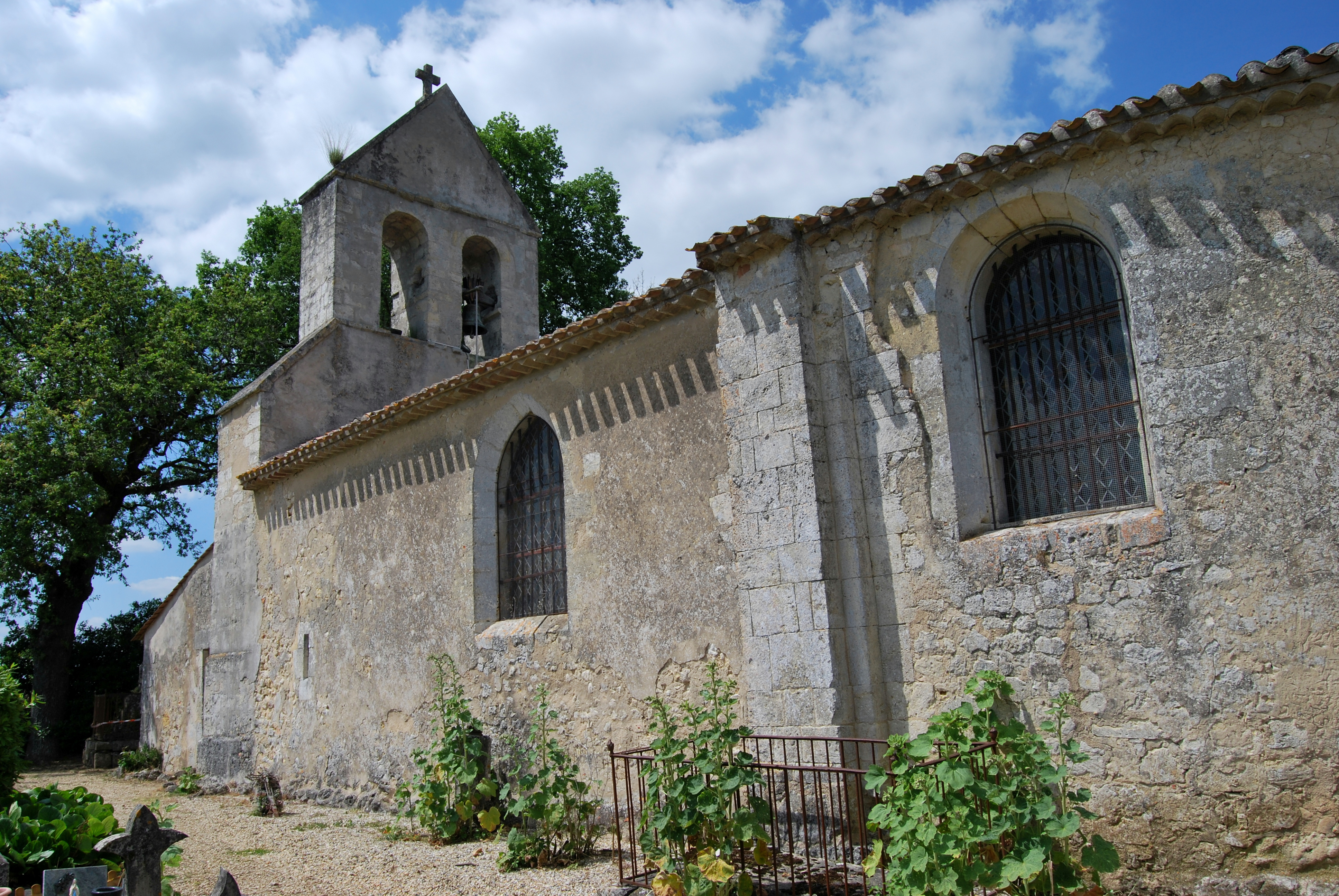
Vue du sud-est.
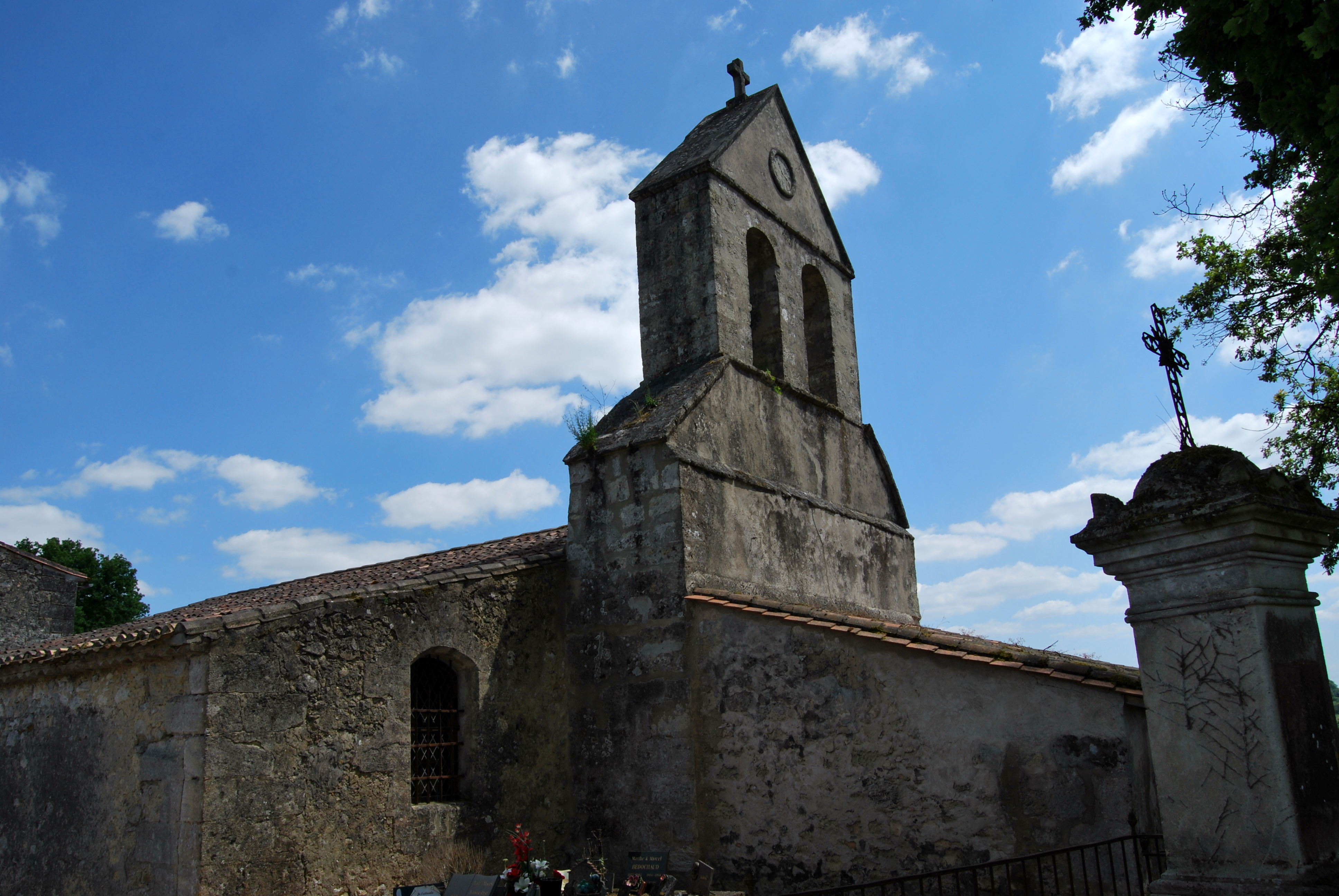
Vue du nord-ouest.
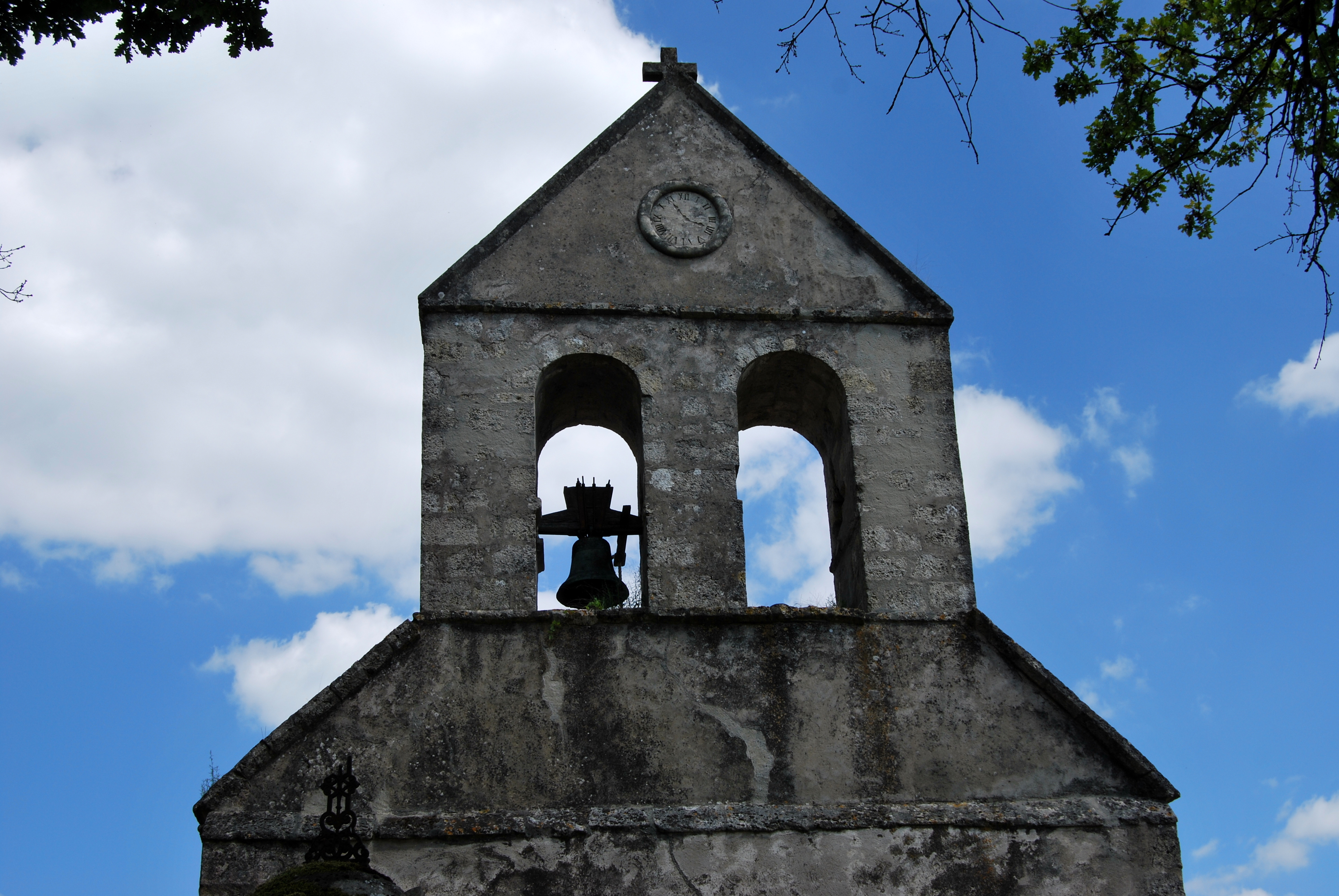
Le clocher.
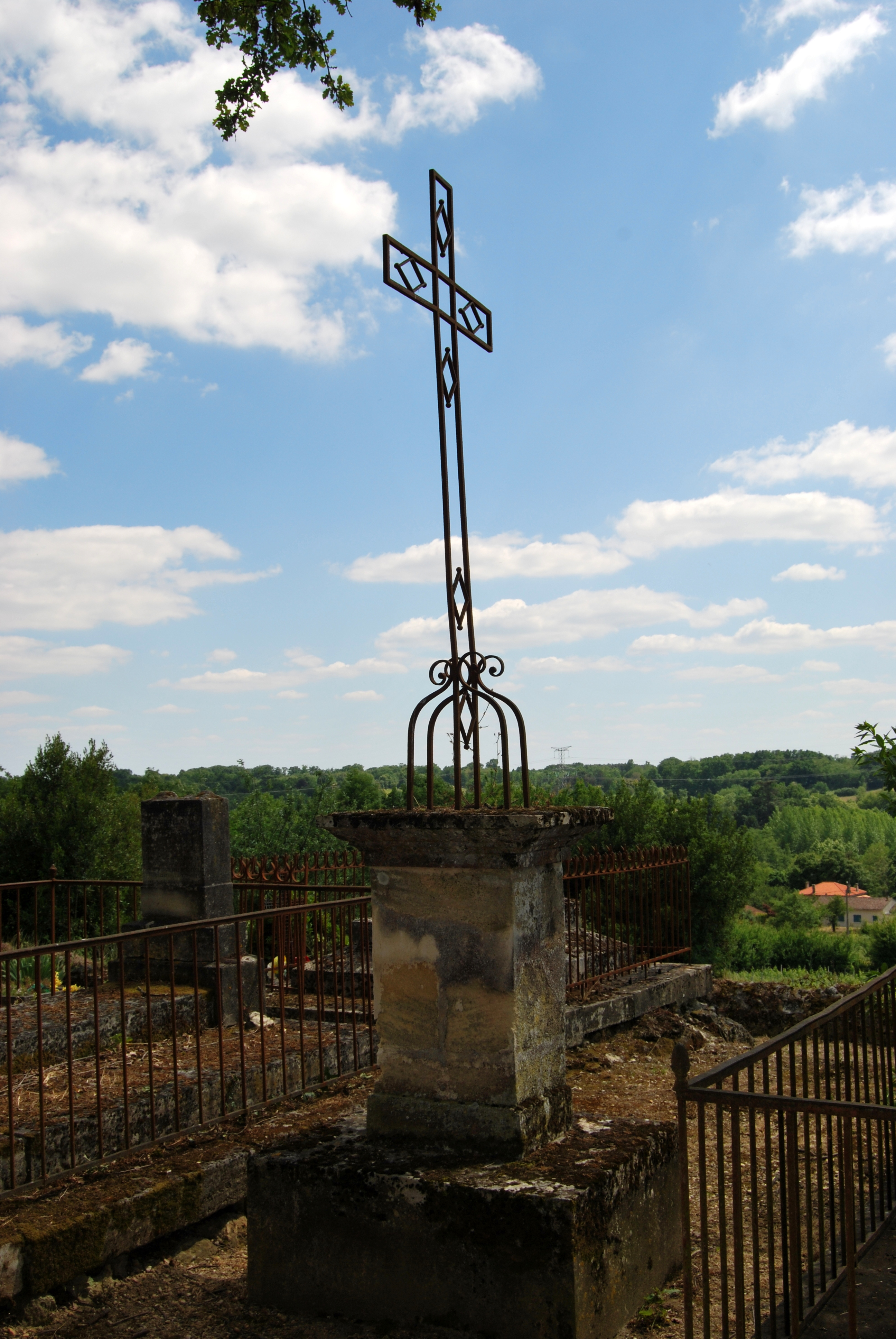
Croix de cimetière
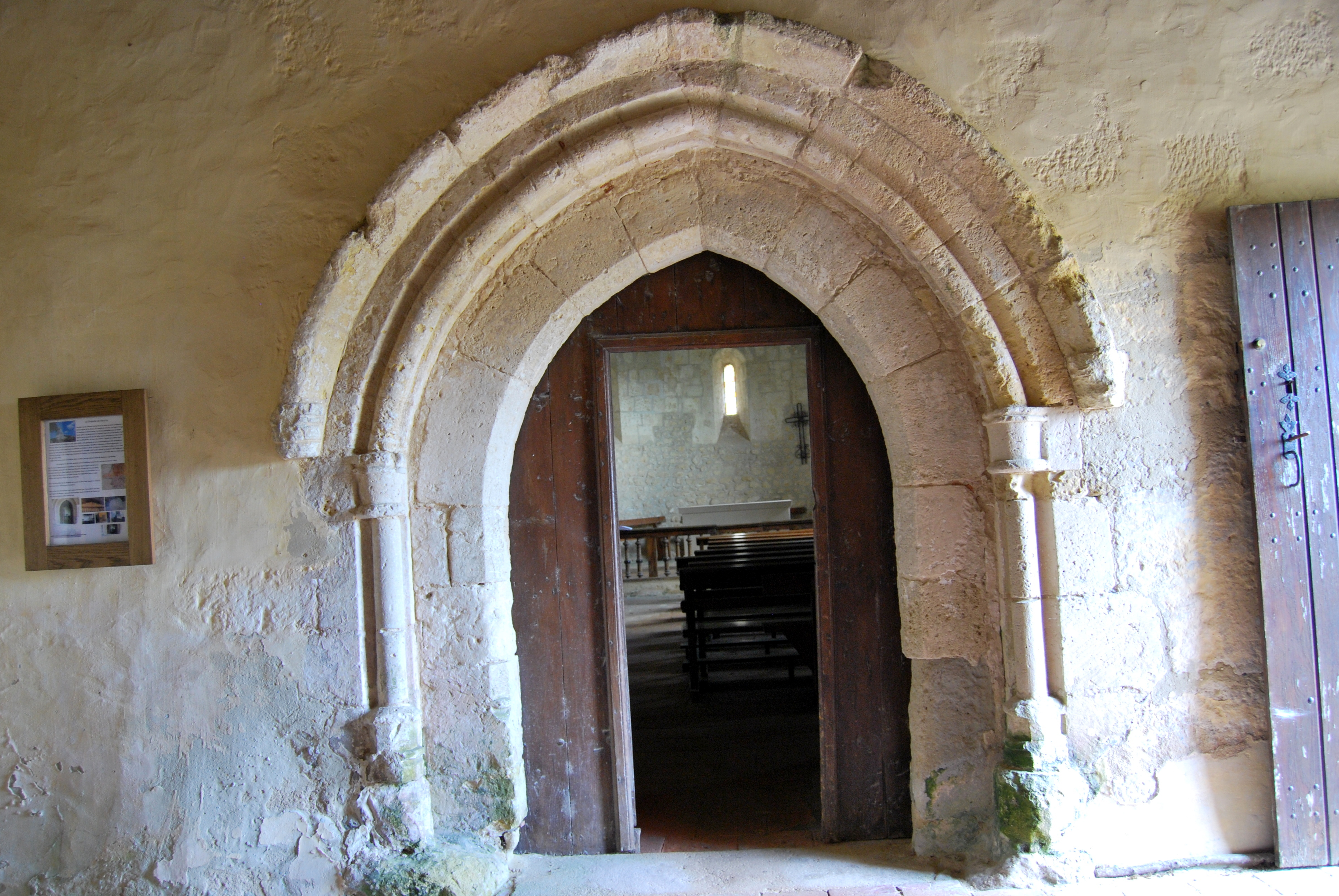
Le portail
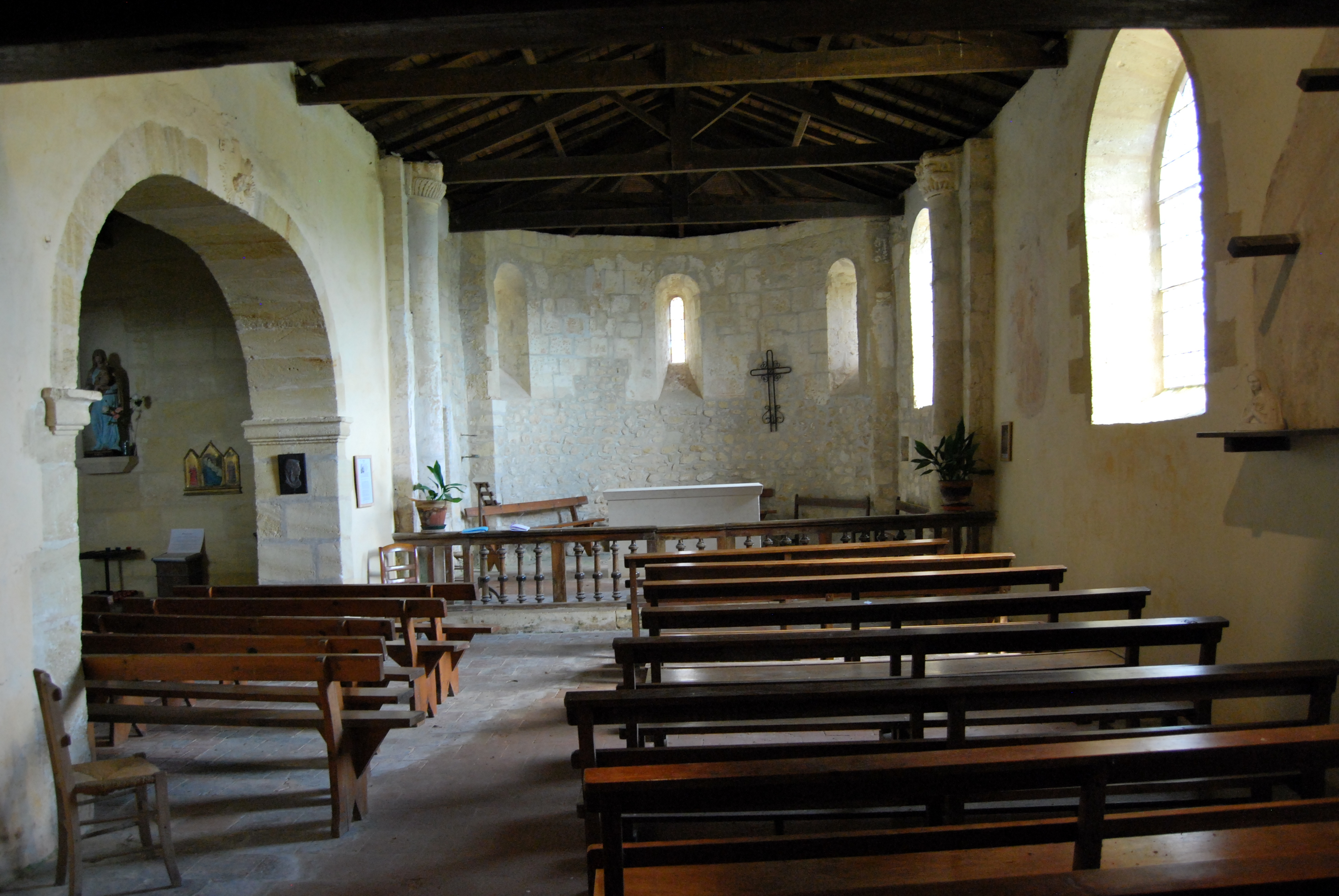
La nef vue de l'est
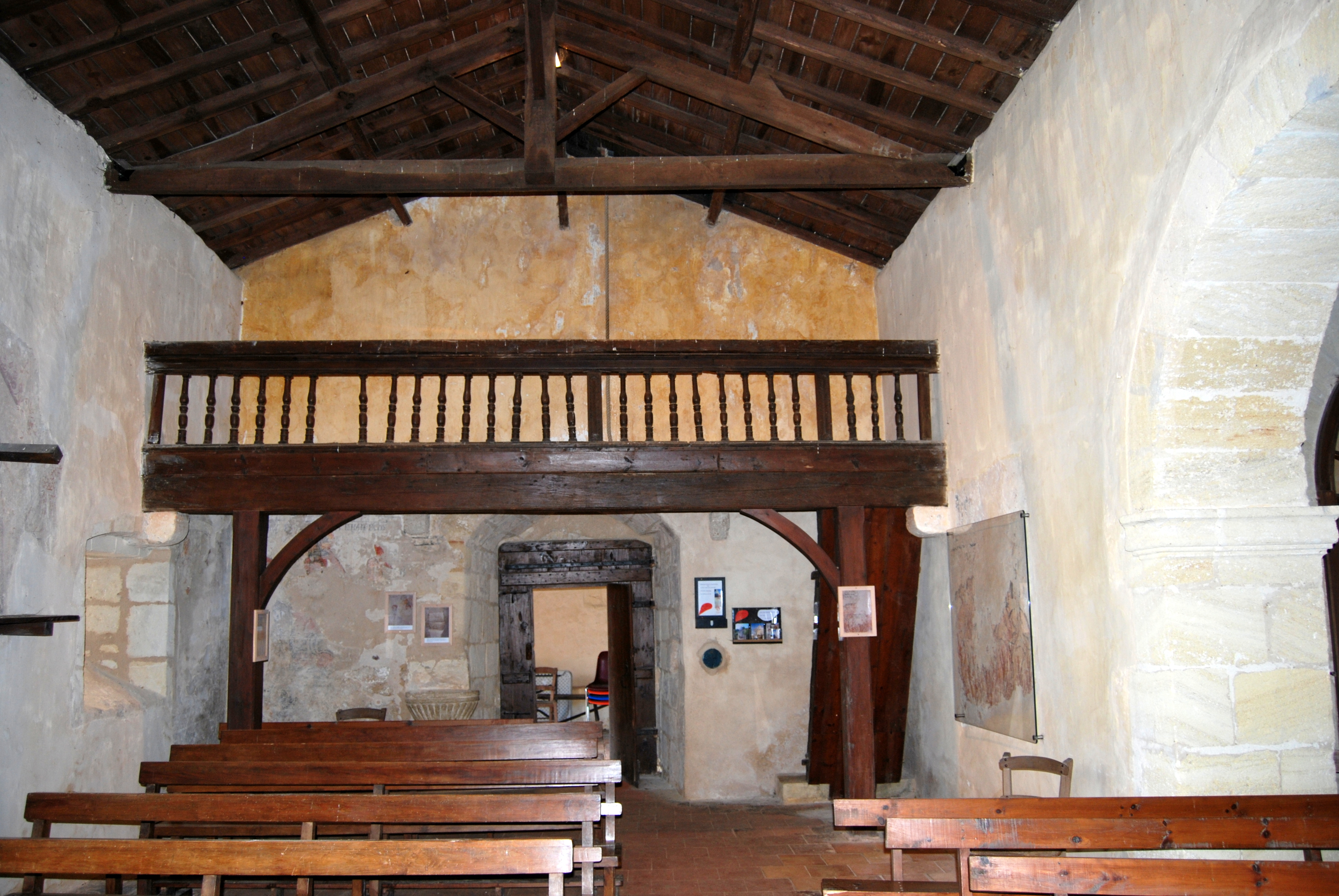
La nef vue de l'ouest
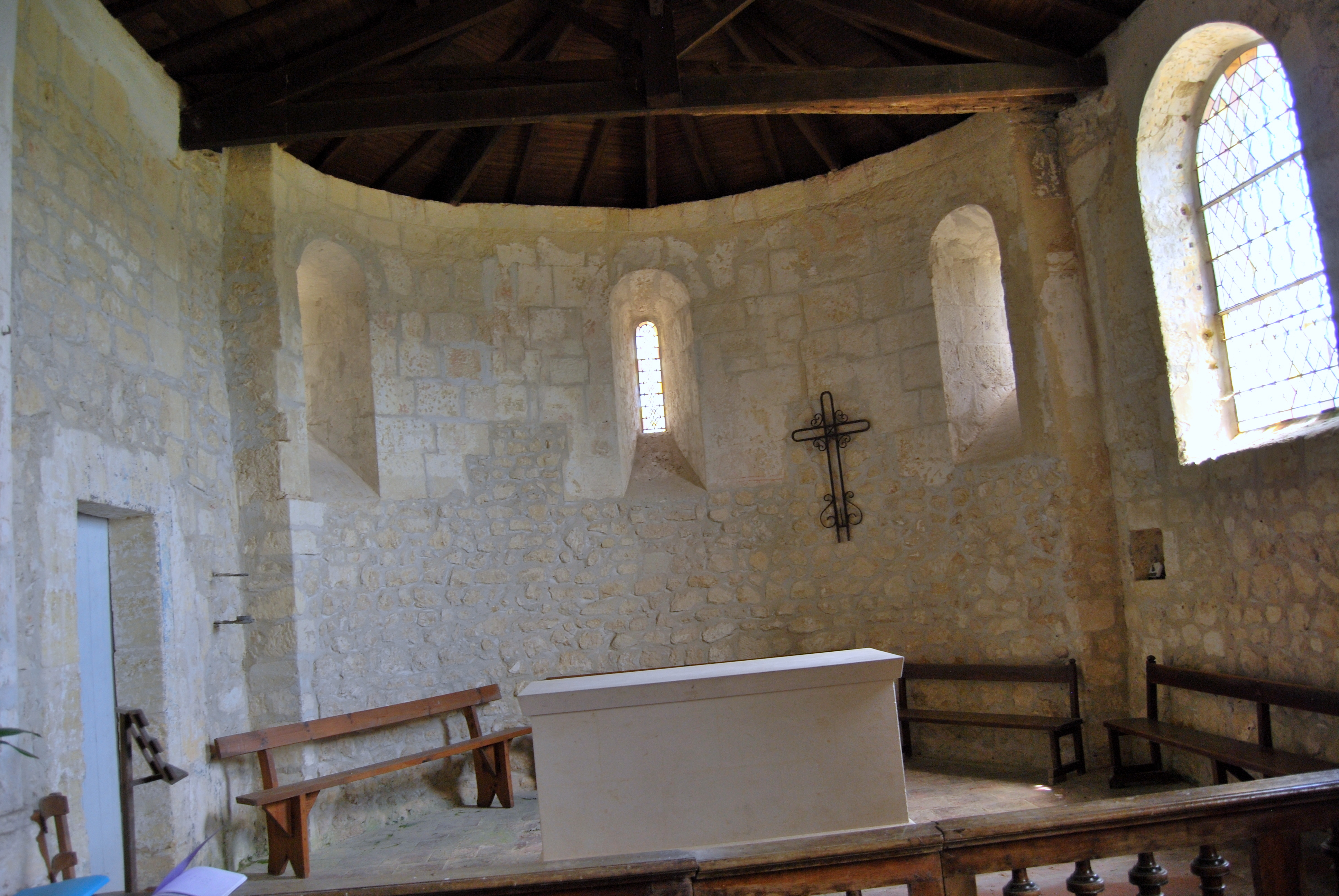
Le sanctuaire
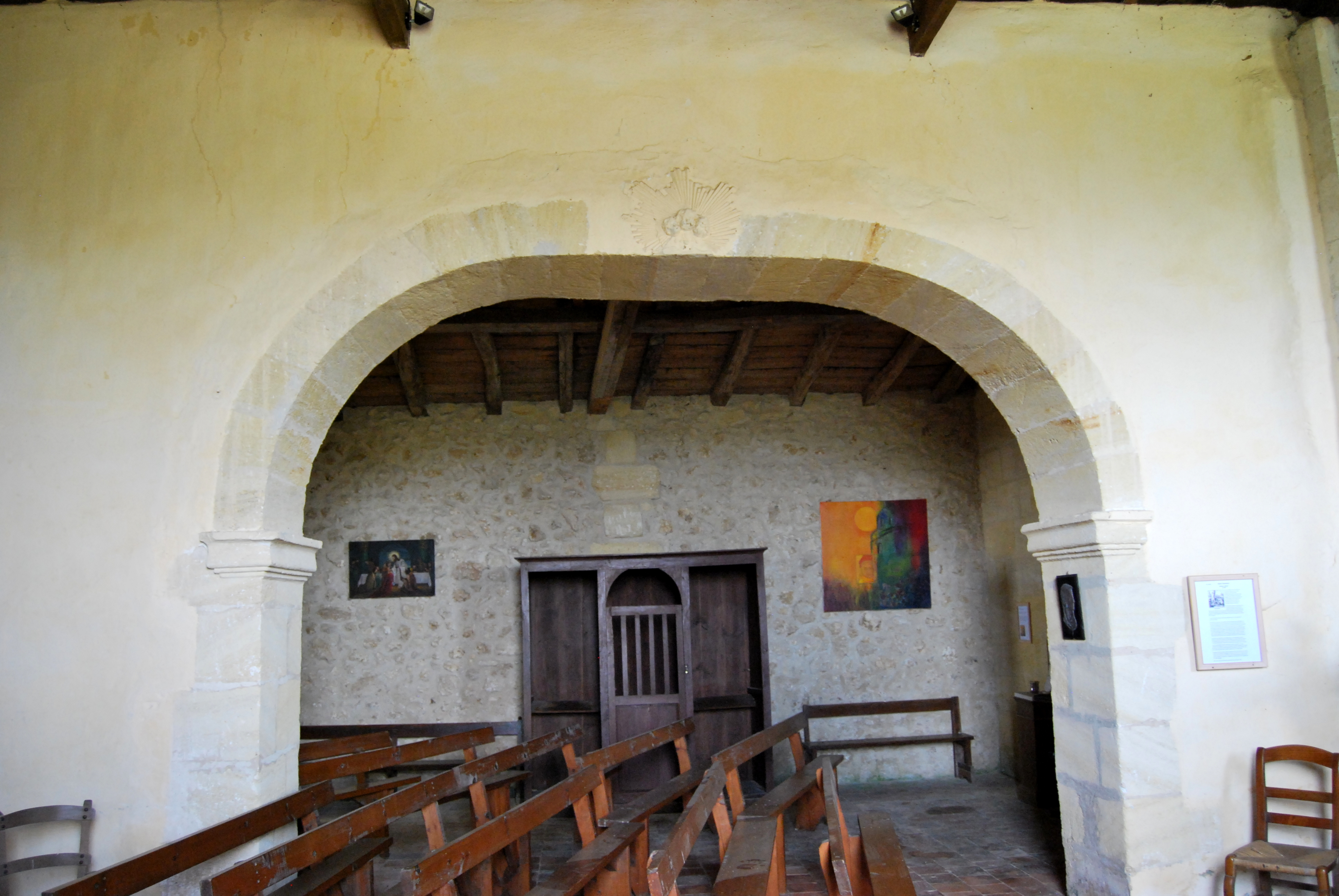
Bas-côté nord (a)
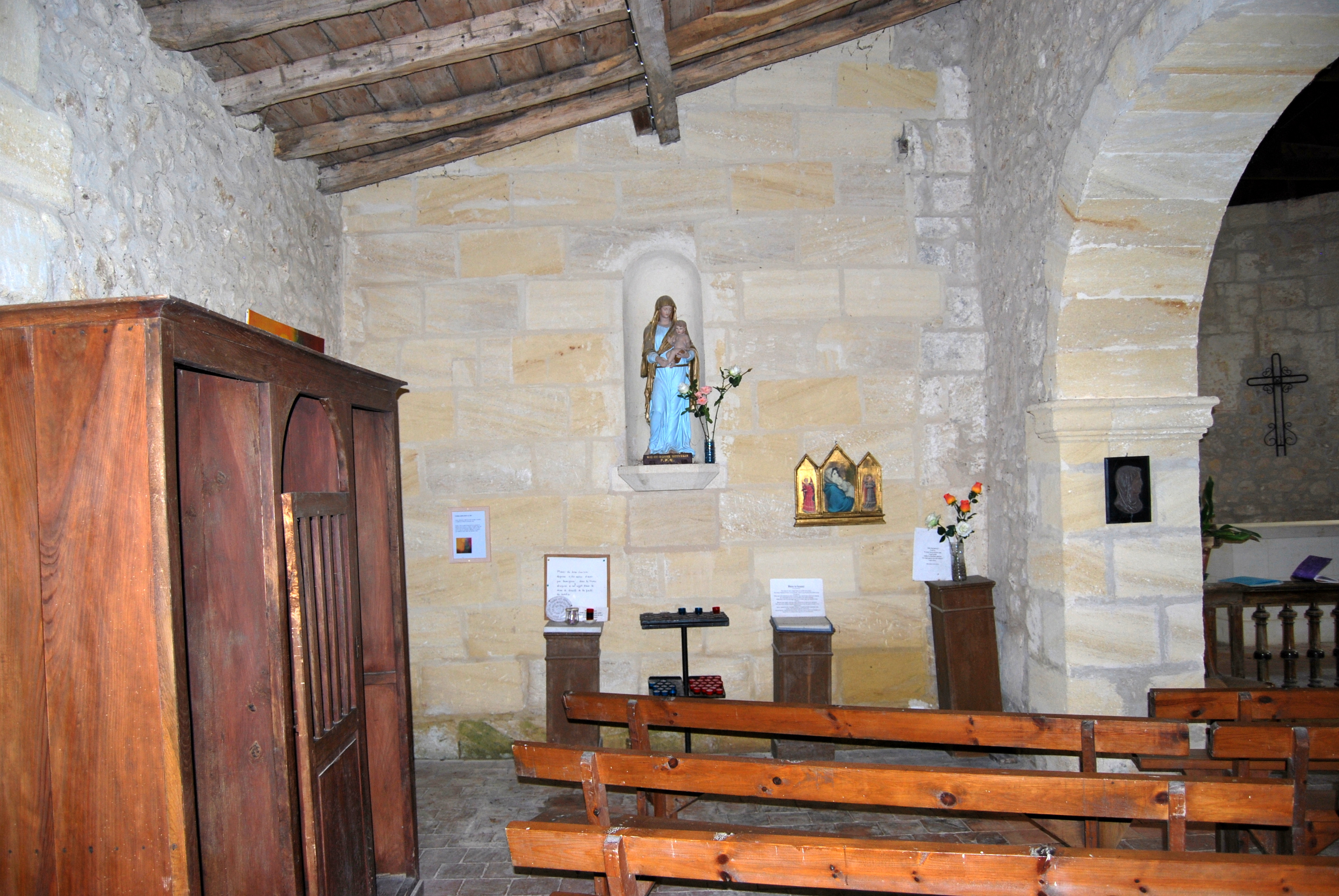
Bas-côté nord (b)

### L'intérieur
L'intérieur est très sobre. Le décor principal en est les fresques, dont quelques restes sont toujours visibles et deux chapiteaux romans, décrits ci-dessous.
Les fresques : Purgatoire : À gauche, se trouve un groupe de six hommes et, à droite, un groupe de femmes. Tous sont nus, les mains jointes et à mi-corps dans les flammes.
Toile moderne (acrylique, pastels et fusain) : Outre la partie architecturée qui symbolise le bâtiment, nous trouvons un rappel des fresques et des raisins, à la fois une symbolique religieuse et une marque de la région.

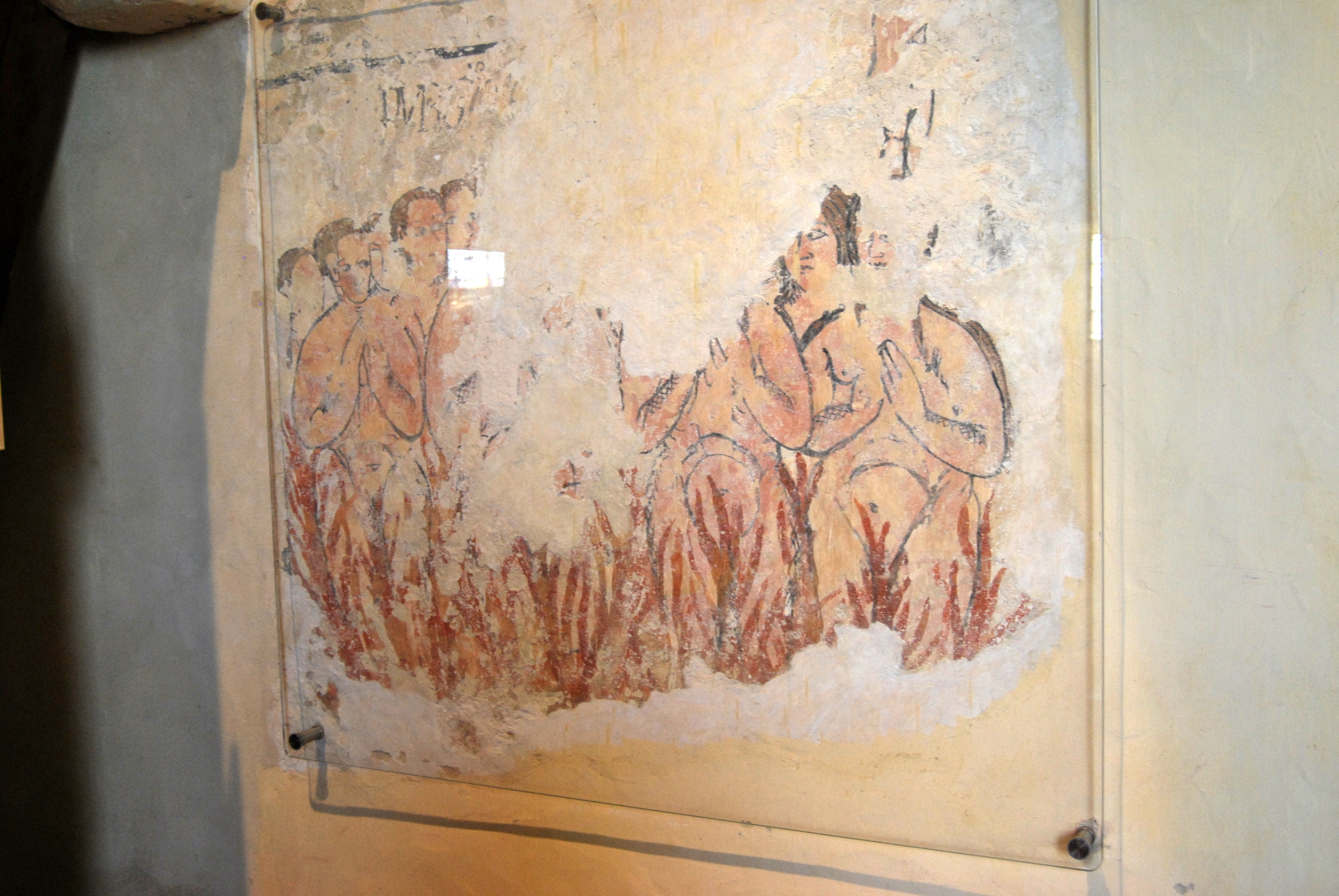
Fresque.
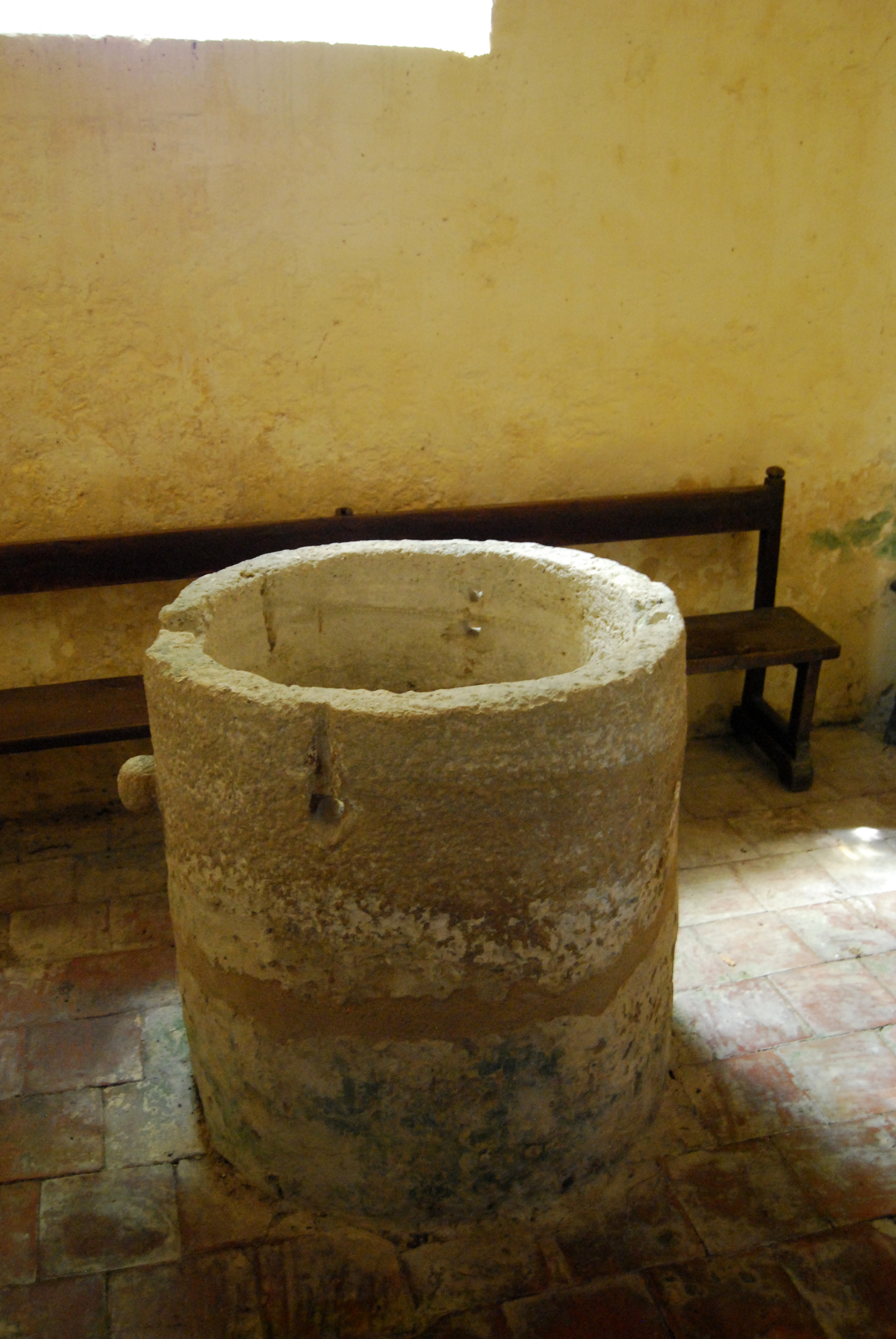
Fonts baptismaux.
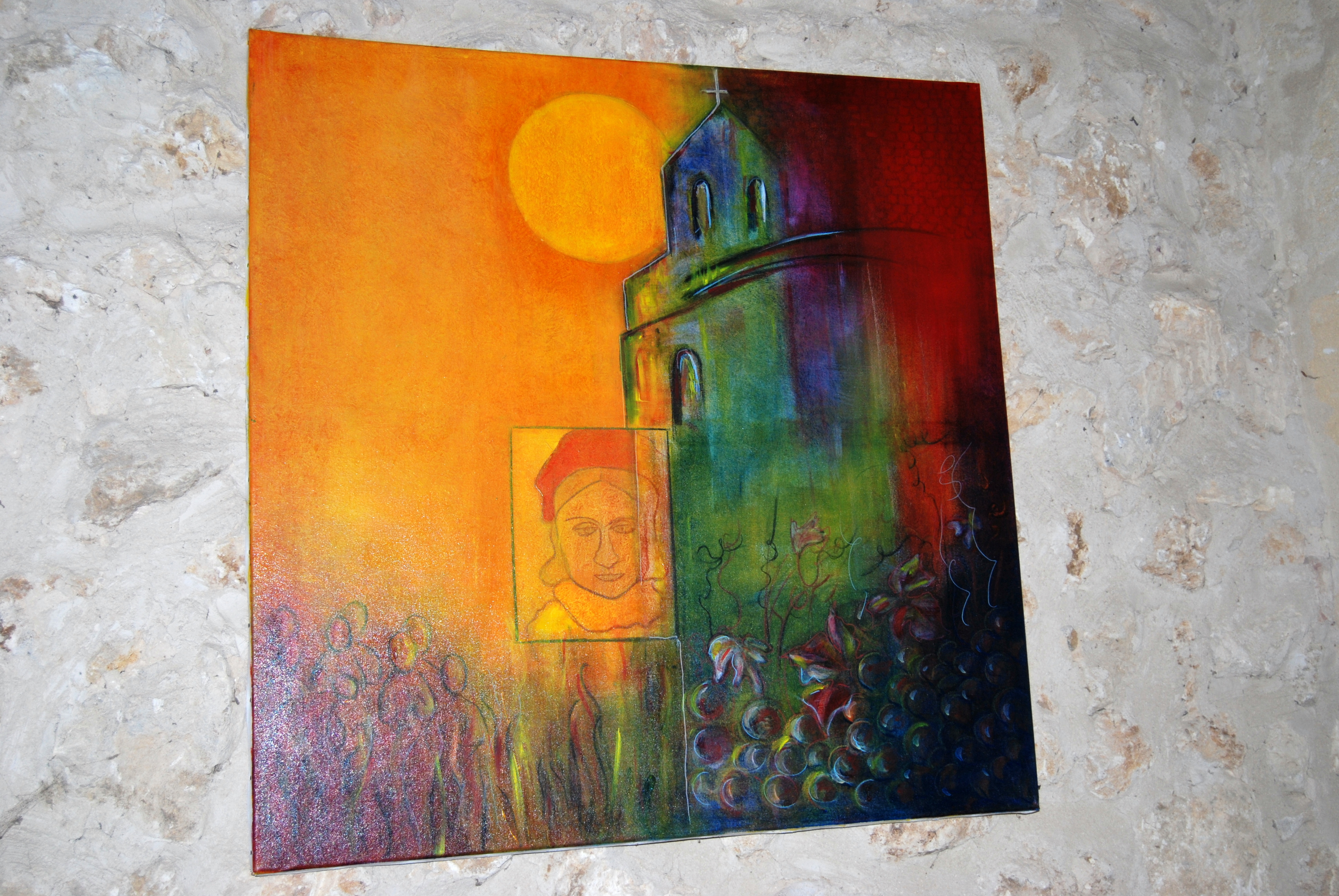
Toile moderne.

Les chapiteaux romans
Le chapiteau Nord était, à l'origine, à deux registres de même hauteur : une couronne de jonciformes appariés, qui existe toujours. La partie haute a été arasée dans sa quasi-totalité (deux rosaces subsistent sur le flanc Ouest).

Les chapiteaux de l'entrée du chœur
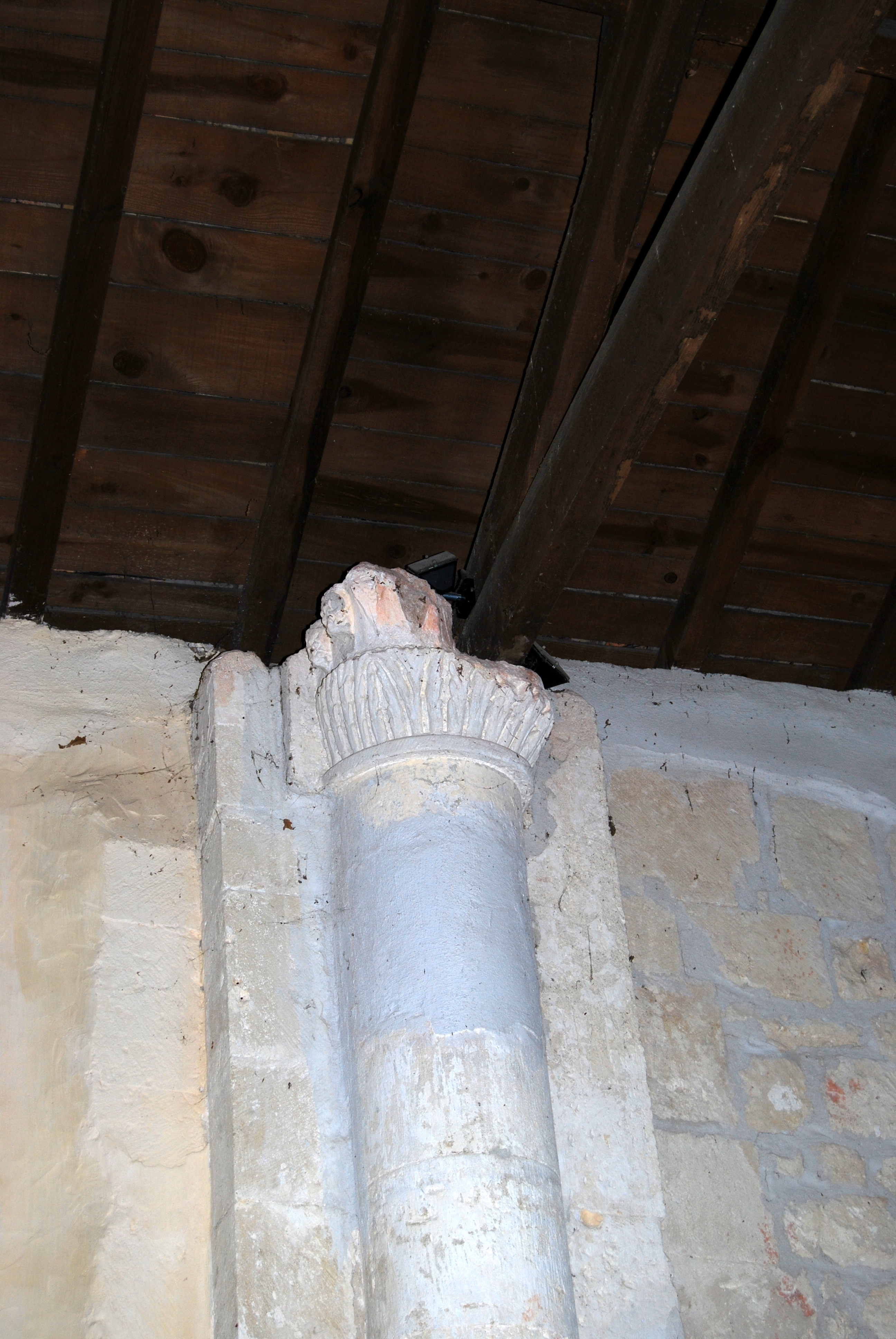
Chapiteau Nord (a).
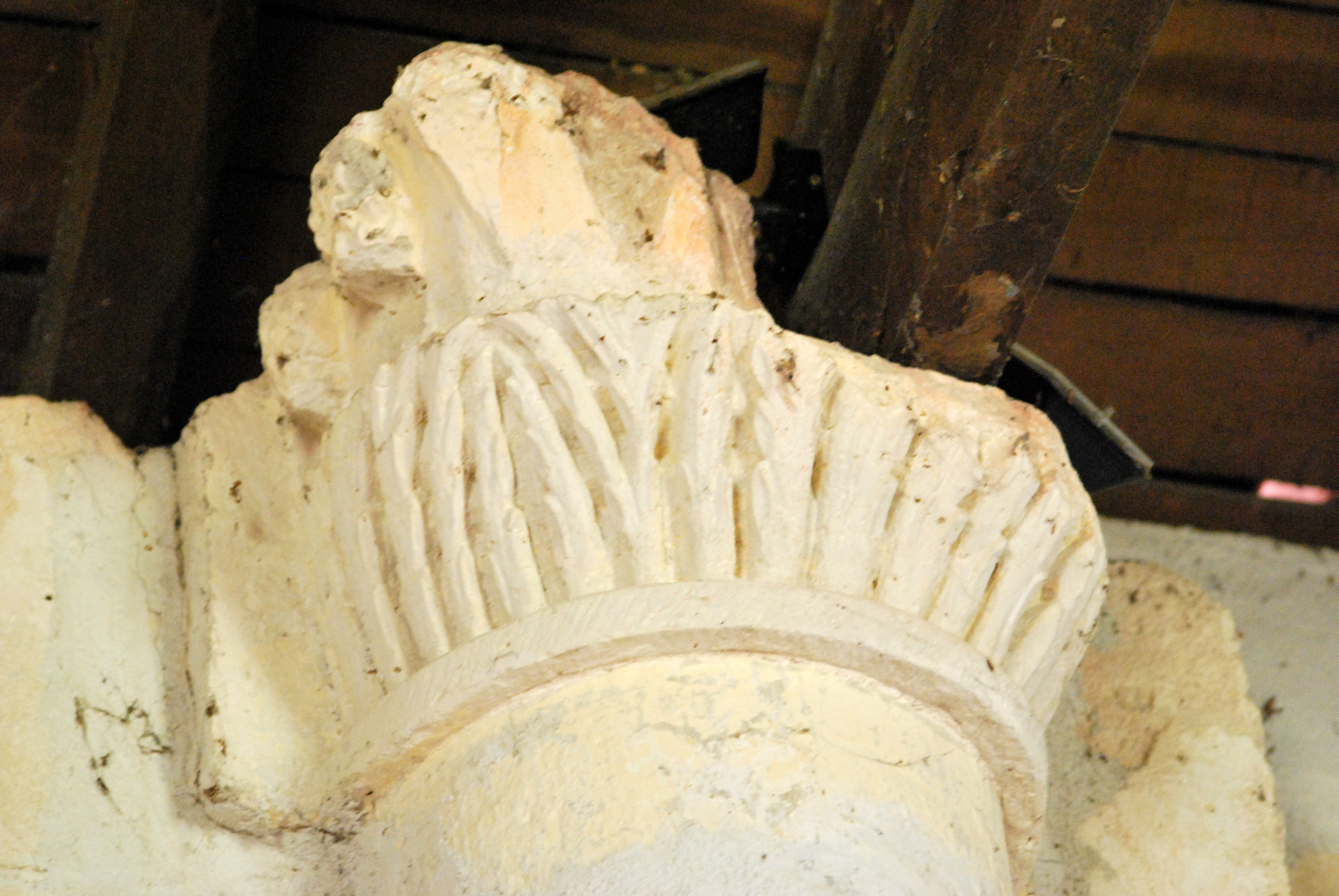
Chapiteau Nord (b).
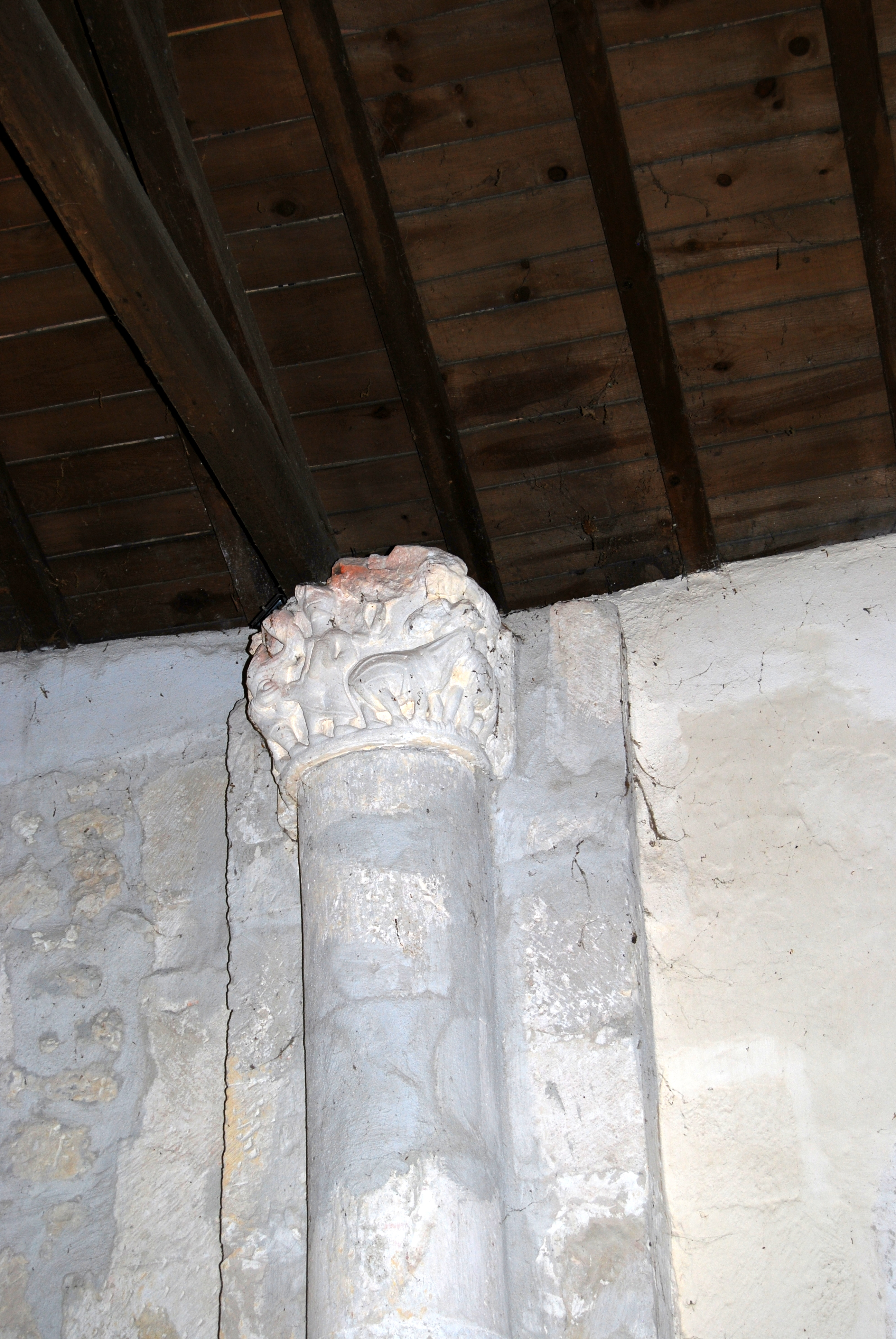
Chapiteau Sud (a).

Le chapiteau Sud, historié, placé dans un endroit réservé au clergé, était un rappel moral contre le danger de la tentation homosexuelle.
La corbeille du chapiteau Sud réunit trois hommes et quatre animaux (deux moutons et deux oiseaux).
Les trois hommes progressent de la gauche vers la droite. Ils sont habillés de la même façon et sont probablement des clercs. Le dernier de la file a mis les mains sur son prédécesseur en le saisissant au bras droit et à l'épaule gauche. Le second gesticule davantage, il empoigne le bas de la tunique de celui qui le précède et son bras gauche l'a déjà délesté de son manteau. A la jonction des deux corbeilles, le troisième homme a interrompu sa marche pour prier, les mains jointes, afin de résister à la tentation qui l'assaille : extérieurement, où elle est le fait de ses deux complices, mais aussi intérieurement, car tel est le sens à donner à ces oiseaux qui sifflent autour de son oreille. Le combat moral est précisé par le couple de moutons aux queues sexualisées, dont les deux cous se sont entrelacés. Le second oiseau, tourné vers son congénère, perché sur un mouton, assure la coordination du triptyque. 
L'interprétation du rêve d'un plaisir homosexuel est immédiate. La conjuration potentielle, par la prière, du risque de céder à la tentation, était un leitmotiv de l'édifiante imagerie romane.